# Skäggesta
Skäggesta is een plaats in de gemeente Uppsala in het landschap Uppland en de provincie Uppsala län in Zweden. De plaats heeft 53 inwoners (2005) en een oppervlakte van 14 hectare.